# Mitreo di Santa Maria Capua Vetere
Il Mitreo di Santa Maria Capua Vetere è uno dei più importanti mitrei al mondo. Esso si trova nei pressi dell'Anfiteatro campano e del Museo archeologico nazionale dell'antica Capua. Dal dicembre del 2014 il museo, l'anfiteatro e il mitreo sono passati in gestione alla Direzione regionale Musei nazionali della Campania.
Il mitreo venne casualmente rinvenuto nel 1922, durante lo scavo per la costruzione di un edificio.

## Storia
Capua, sede del famoso Anfiteatro Campano, vide il dilagarsi del culto mitraico durante la dominazione romana forse portato proprio dai gladiatori orientali solitamente legati a questo culto. La costruzione del mitreo si pensa risalga al II secolo d.C.

## Struttura

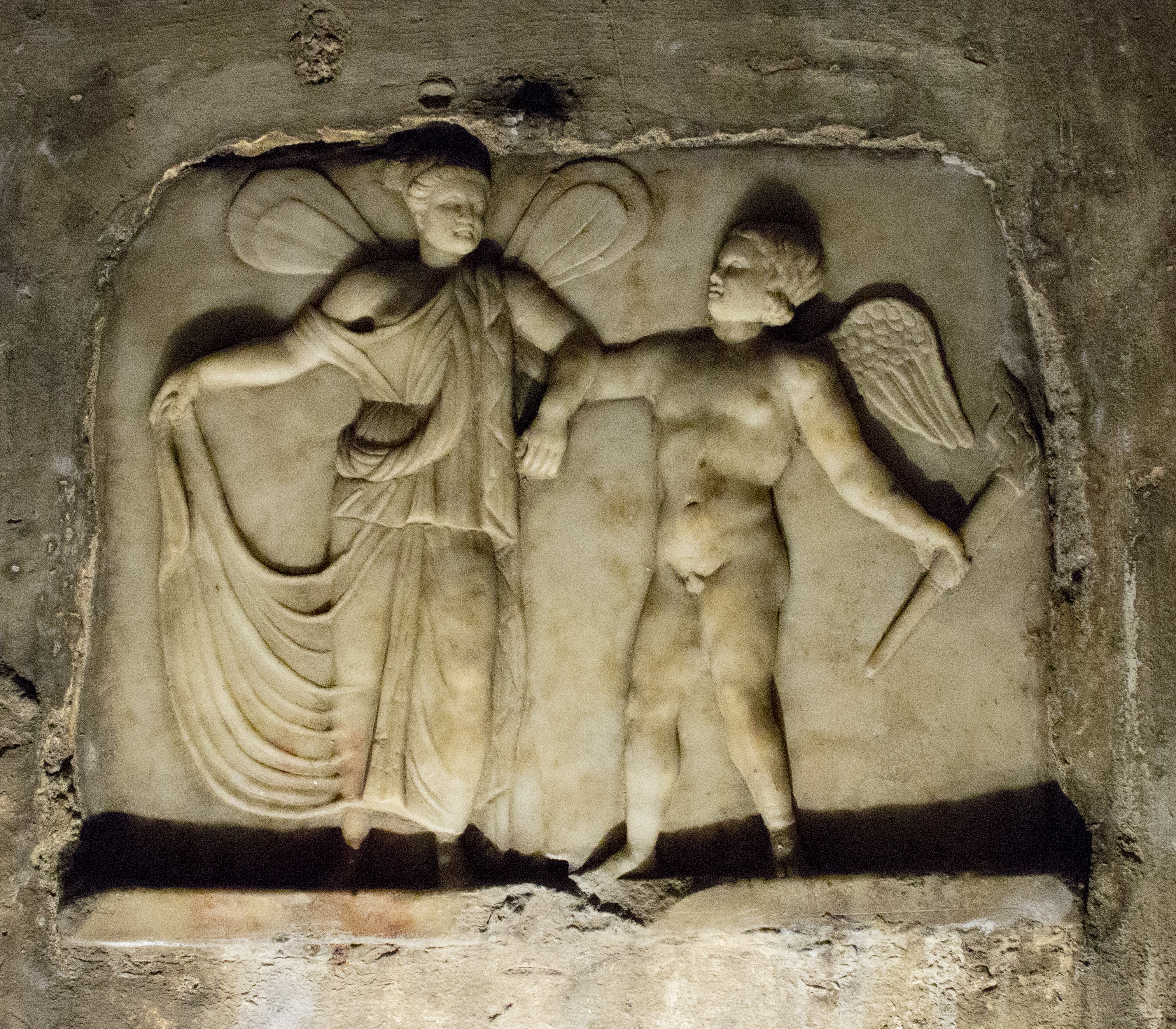
Bassorilievo con Amore e Psiche

La struttura sotterranea è accessibile attraverso una rampa di scale che porta ad uno stretto corridoio che fungeva da anticamera. Alla destra, attraversando un arco, vi è una stanza di preparazione (apparitorium) per i partecipanti. Alla sinistra invece vi è il vero e proprio mitreo, formata da una camera rettangolare ampia circa 12 metri di lunghezza per 3 metri di larghezza, con una volta a botte e lucernari.
Lungo la struttura vi sono i posti a sedere per gli adepti che partecipavano ai riti. In fondo vi è un altare con dietro la Tauroctonia.
Lungo la parete orientale vi è una lunetta rappresentante la Luna su una biga mentre nella parete meridionale vi è un bassorilievo in marmo rappresentante Amore e Psiche. Originariamente tutta la camera era circondata di pitture parietali raffiguranti i riti di iniziazione degli adepti al culto del dio Mitra ma oggi non vi è rimasto quasi nulla di tale pitture. 
La volta a botte è dipinta a fondo giallo con numerose stelle di colore verde e rosso al centro delle quali vi è della pasta vitrea lucente che probabilmente alla luce delle fiaccole degli adepti riproponeva l'immagine di un cielo stellato.

## La Tauroctonia
L'affresco più importante è la raffigurazione della Tauroctonia (o Taurocedio) sulla parete centrale. Su uno sfondo roccioso il dio Mitra affonda nel collo del toro un pugnale. 
Il dio indossa il berretto frigio e un vestito rosso bordato di verde con un ampio mantello svolazzante, rosso all'esterno e azzurro all'interno.
In alto a sinistra vi è il dio Sole che osserva la scena e attraverso un corvo posto davanti a sé comanda a Mitra di compiere l'impresa. In alto a destra vi è invece la dea Luna. Ai lati vi sono i due Dadofori, cioè portatori di fiaccole: Cautes, a sinistra con la fiaccola sollevata, simbolo della vittoria della luce sulle tenebre e cioè del giorno sulla notte (l'Equinozio di Primavera) e a destra Cautopates, con la fiaccola abbassata e quindi la vittoria della notte sul giorno (l'Equinozio d'Autunno). In basso vi sono tre animali che aiutano Mitra: il cane, lo scorpione e il serpente. Infine vi sono due volti barbuti che spuntano dal suolo e rappresentano i "Genius Loci" cioè gli spiriti protettori del luogo.

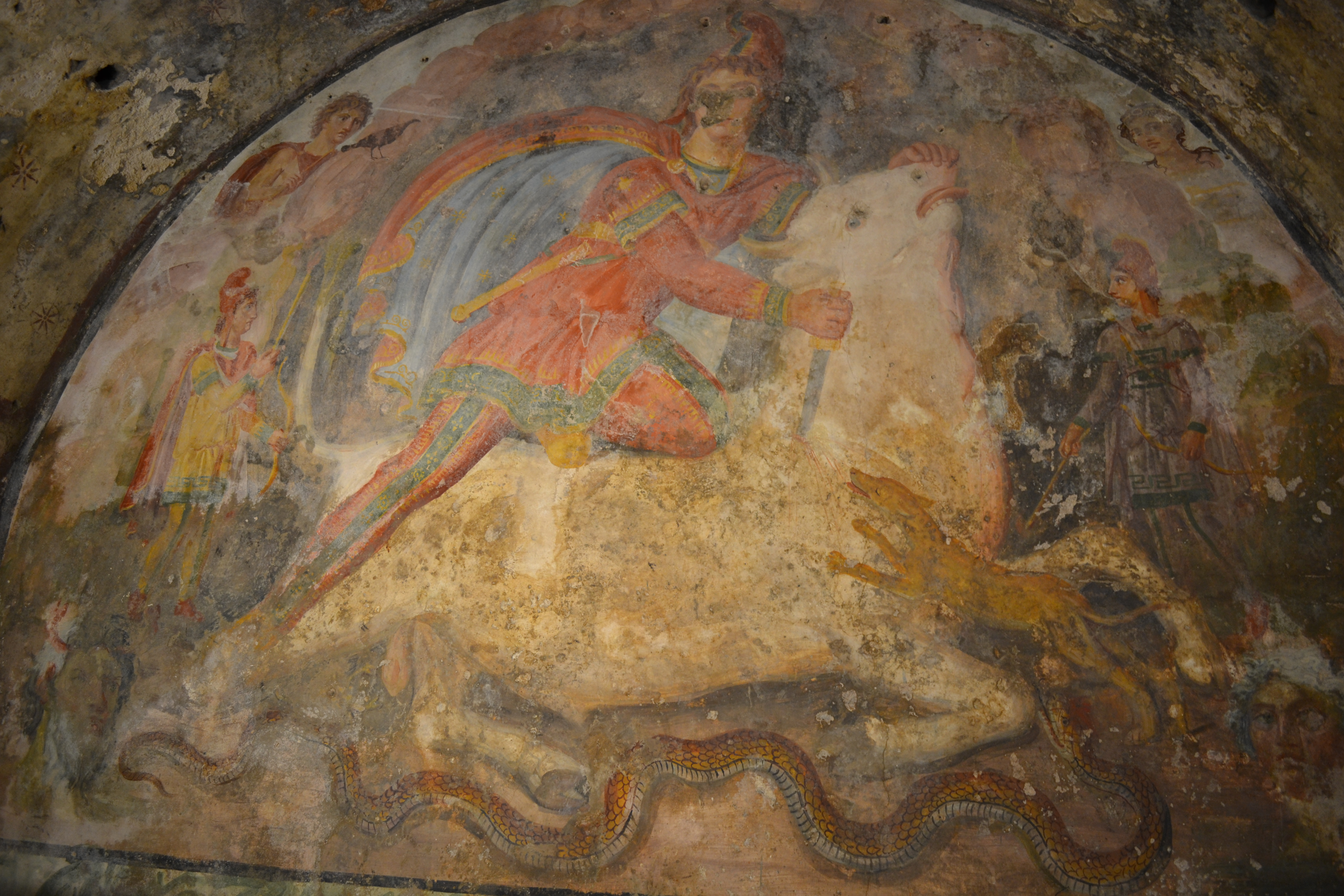
Tauroctonia
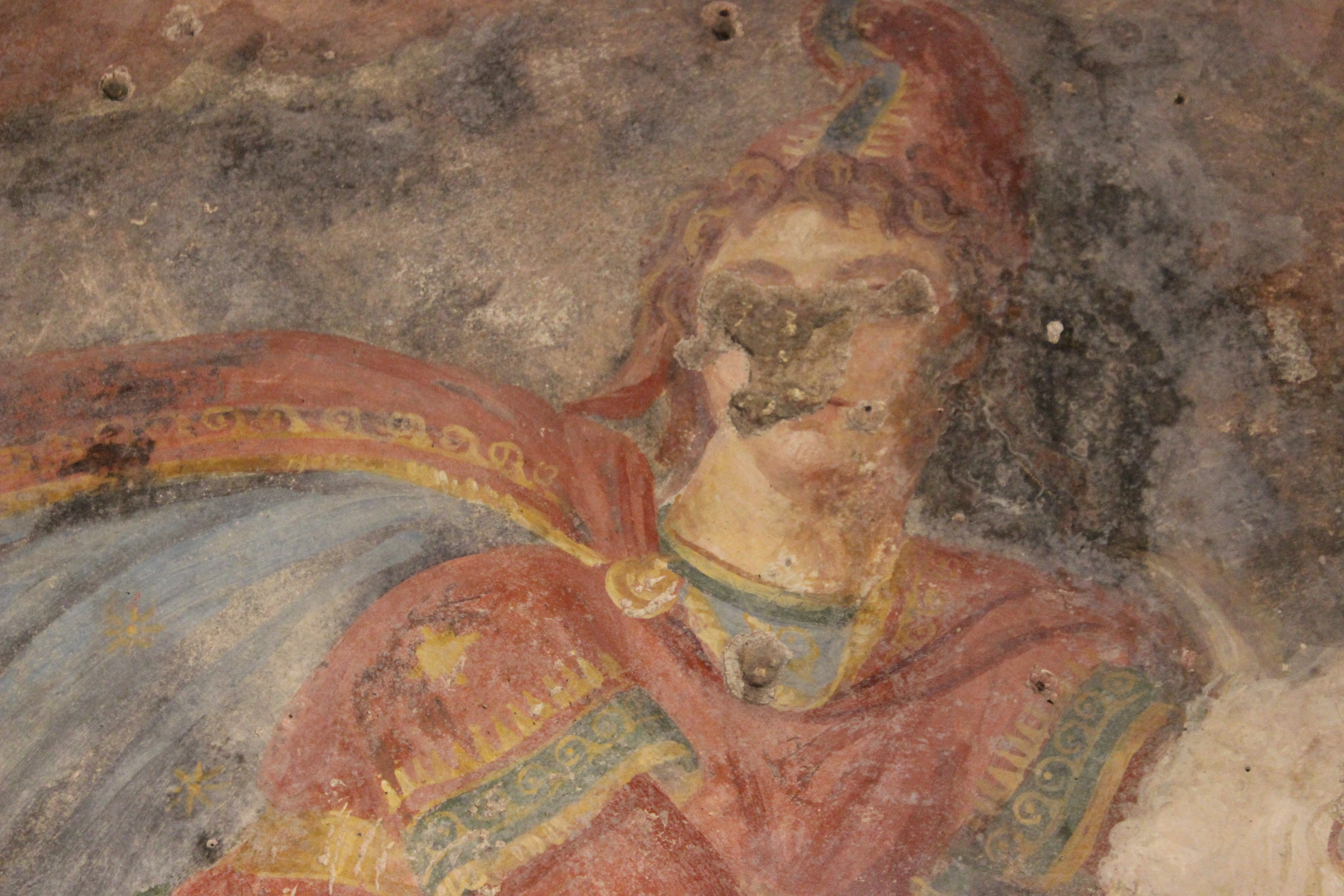
Dettaglio dio Mitra
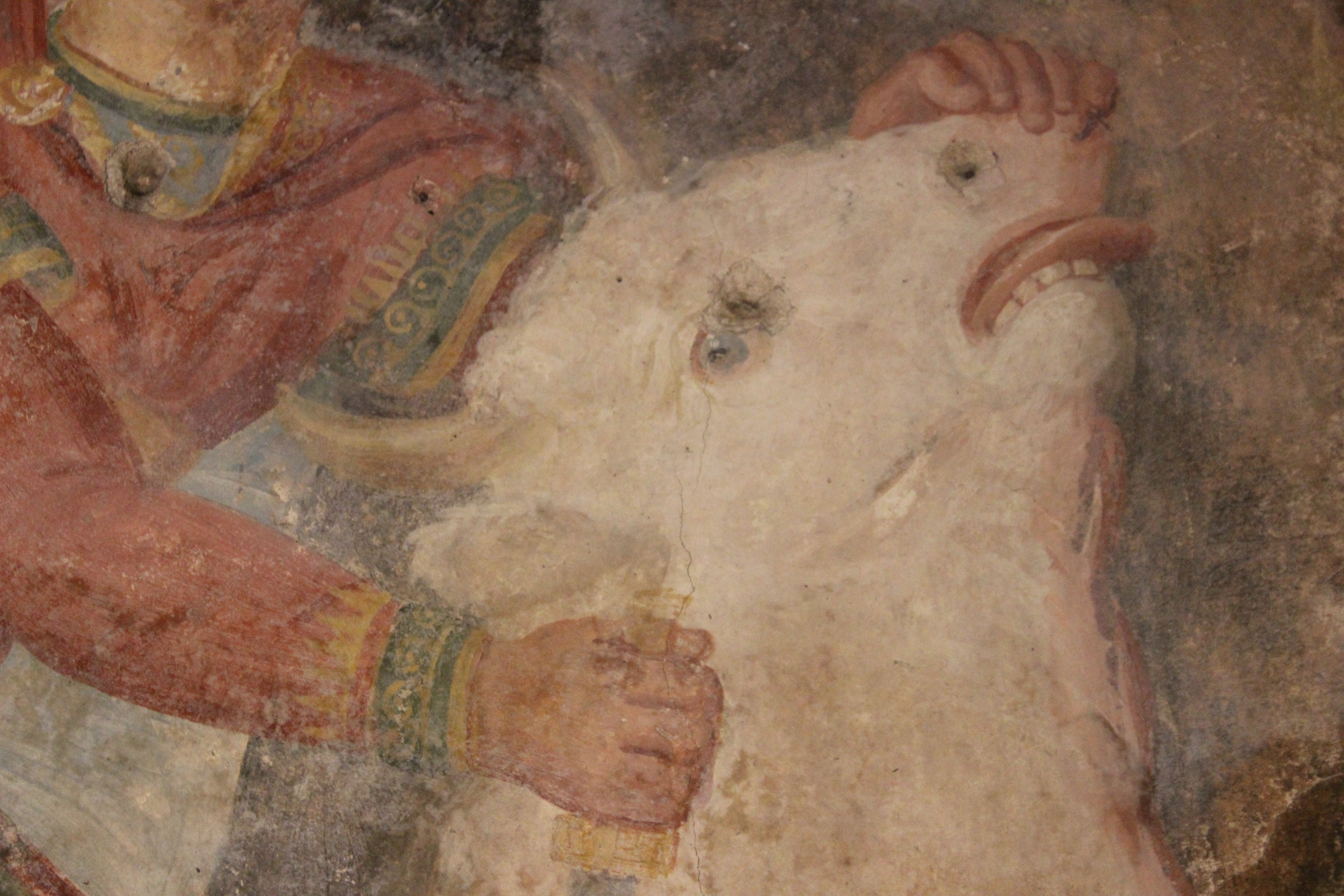
Dettaglio toro bianco
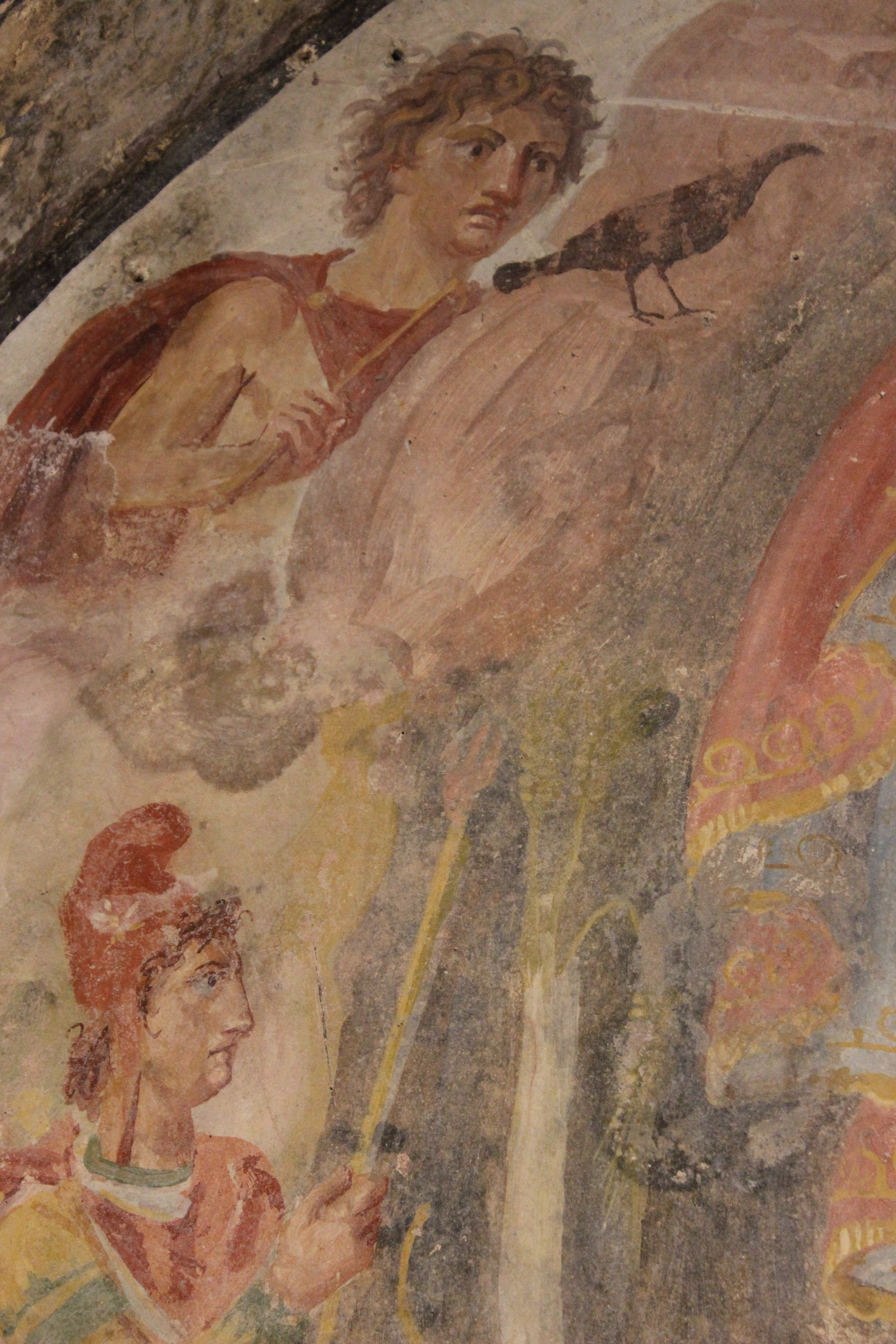
Dettaglio del Dadoforo sinistro e Sole
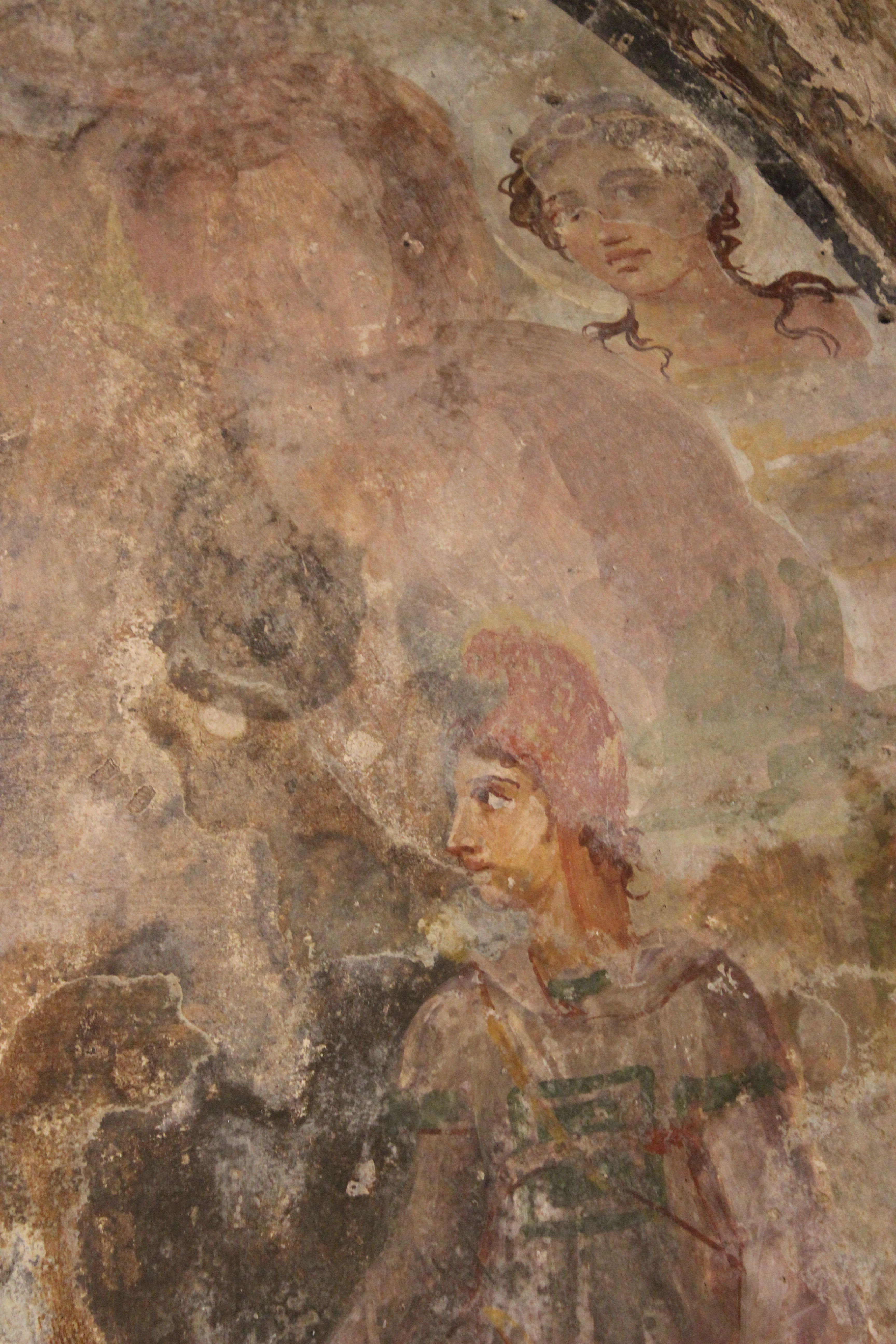
Dettaglio del Dadoforo destro e Luna

## Segni
Nel mitreo sono stati ritrovati degli strani segni sulle pareti che però gli archeologi non sono ancora riusciti a decifrare.